# دهستان ژاورود
دهستان ژاورود نام دهستانی در بخش مرکزی شهرستان کامیاران، استان کردستان در ایران است. براساس سرشماری مرکز آمار ایران در سال ۱۳۸۵، جمعیت آن ۱۲۶۴۱ نفر (۳۰۴۱ خانوار) بوده‌است.